# Entscheidungen des Bundesgerichtshofes in Zivilsachen

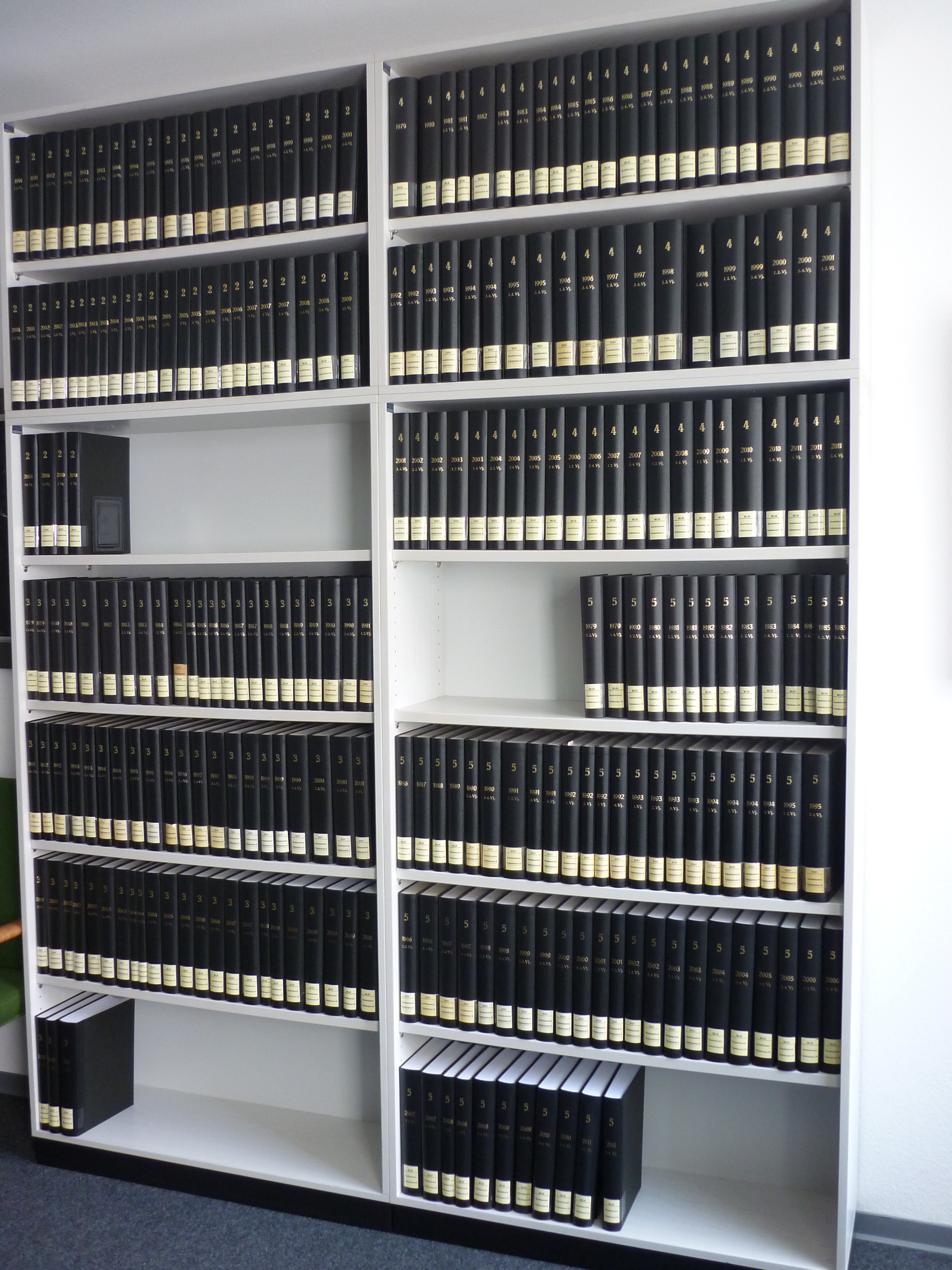
Einige Bände der Entscheidungssammlung

Die Entscheidungen des Bundesgerichtshofes in Zivilsachen (BGHZ) sind eine von den Mitgliedern des Bundesgerichtshofs herausgegebene, im Kölner Carl Heymanns Verlag erscheinende Sammlung der wichtigen Entscheidungen des Bundesgerichtshofs aus dem Zivilrecht, analog zur Sammlung der Entscheidungen des Reichsgerichts in Zivilsachen, RGZ. Eine Übersicht über die wichtigsten Entscheidungen des BGH über Strafsachen findet sich in den Entscheidungen des Bundesgerichtshofes in Strafsachen (BGHSt).
In dieser Sammlung veröffentlichen die Richter des Bundesgerichtshofs Entscheidungen, die ihrer Meinung nach grundsätzlicher Natur sind oder von bisheriger Rechtsprechung abweichen. Auf Grund dieser Herausgeberschaft (Mitherausgeber sind noch die Mitglieder der Bundesanwaltschaft) wird die Sammlung BGHZ häufig fehlerhaft als „amtliche Sammlung“ bezeichnet, obwohl ihr der amtliche Charakter – vergleichbar mit den Entscheidungen des Bundesverfassungsgerichts (BVerfGE) – fehlt.
Die einzelnen Entscheidungen werden in der Form „BGHZ 86, 240, 244“ oder „BGHZ 86, 240 (244)“ zitiert. Das bedeutet, dass die zitierte Entscheidung in Band 86 der Entscheidungssammlung steht und auf Seite 240 beginnt; die Stelle, auf die es dem Zitierenden ankommt, steht auf Seite 244.